# Cantax House
Cantax House es una casa catalogada como Grado II* situada en Cantax Hill, Lacock, Wiltshire, Inglaterra, Reino Unido. Data de alrededor del año 1700 y está construida con ladrillo rojo y detalles en piedra tallada, con un tejado de pizarra de piedra a cuatro aguas. Fue utilizada como la vicaría de Lacock hasta 1866. Parte del muro del jardín también está catalogado.
En 2007, se rodaron escenas para la película Harry Potter y el misterio del príncipe en el exterior de la casa.